# Last Farewell
"Last Farewell" (hangul: 마지막 인사; rr: Majimak Insa) é uma canção do grupo sul-coreano Big Bang. Foi lançada em 22 de novembro de 2007 pela YG Entertainment, como o single principal de seu segundo extended play (EP) Hot Issue. Composta por G-Dragon e produzida por ele juntamente com Brave Brothers, a canção atingiu o topo das paradas musicais sul-coreanas após seu lançamento e estabeleceu-se como uma das canções de melhor desempenho da parada da Melon na década de 2000.

## Antecedentes e composição
Com o lançamento do EP Hot Issue, o Big Bang continuou sua experimentação através dos gêneros de música eletrônica e dance music, iniciada em seu EP anterior. "Last Farewell" é descrita pela Billboard, como uma das canções pop mais evidentes no repertório do grupo, com um som de "hip hop com um toque de trance". Escrita por G-Dragon e produzida pelo mesmo juntamente com Brave Brothers, a mesma levantou dúvidas por parte de internautas sul-coreanos, sobre o quanto o cantor de fato havia trabalhado na canção, Levando Yang Hyun-suk, executivo da YG Entertainment, a revelar as informações de produção da faixa. Naquela altura, envolver-se na composição e produção de seu próprio trabalho, era algo incomum entre os membros de grupos masculinos.
Mais tarde, "Last Farewell" foi gravada em inglês e japonês e recebeu o título de "Baby Baby", a fim de fazer parte dos lançamentos do Big Bang para o mercado japonês, sendo incluída em seus álbuns de estúdio: Number 1 (2008) e Big Bang (2009), no EP With U (2008) e em seu álbum de maiores sucessos, The Best of Big Bang 2006-2014 (2014).

## Recepção da crítica
"Last Farewell" foi bem recebida pela crítica, Tamar Herman da Billboard, que classificou a canção em nono lugar em sua lista referente as dez melhores canções do Big Bang, descreveu que o single "toca todas as notas certas para ser uma canção essencial de K-pop: refrão fácil de lembrar, letra digna de arrebatamento e uma batida de dança animada". Park Hyo-jae do jornal The Chosun Ilbo, elogiou seu "refrão viciante" e seu "sofisticado som eletrônico", salientando que a canção escrita por um membro do grupo, separa o Big Bang de outros ídolos. A coreografia da canção, que contém o movimento de pular corda, tornou-se uma tendência na Coreia do Sul.
"Last Farewell" é reconhecida como sendo uma das principais canções do Big Bang e que auxiliou a definir sua direção musical. Essa influência mais tarde levou o grupo a lançar canções como "Fantastic Baby" (2012) e "Bang Bang Bang" (2015).

## Desempenho nas paradas musicais
Após seu lançamento, "Last Farewell" atingiu a posição de número um em diversas paradas de serviços de música online da Coreia do Sul. No Juke-On e Melon, estabeleceu-se na primeira colocação por oito semanas consecutivas, detendo o recorde nesta última, de canção de grupo masculino, que mais tempo permaneceu no topo. A canção liderou ainda a parada da Mnet, por seis semanas não consecutivas, estabelecendo um recorde na ocasião. Além disso, "Last Farewell" alcançou a primeira colocação da parada do Cyworld no mês de dezembro e foi premiada como a Canção do Mês, registrando vendas de 170,000 mil cópias.
Mais tarde, "Last Farewell" tornou-se a quarta canção de melhor desempenho da década de 2000 no Melon, sendo a canção melhor posicionada de um grupo masculino.

### Posições
| Paradas (2007)                      | Melhor posição |
| ----------------------------------- | -------------- |
| Coreia do Sul (Mnet Music Chart)    | 1              |
| Coreia do Sul (Melon Music Chart)   | 1              |
| Coreia do Sul (Cyworld Music Chart) | 1              |

## Vitórias em programas de música
| Data                   | Programa     | Emissora |
| ---------------------- | ------------ | -------- |
| 16 de dezembro de 2007 | Inkigayo     | SBS      |
| 23 de dezembro de 2007 | Inkigayo     | SBS      |
| 13 de janeiro de 2008  | Inkigayo     | SBS      |
| 17 de janeiro de 2008  | M! Countdown | Mnet     |
| 14 de dezembro de 2007 | Music Bank   | KBS      |
| 21 de dezembro de 2007 | Music Bank   | KBS      |
| 11 de janeiro de 2008  | Music Bank   | KBS      |
| 1 de fevereiro de 2008 | Music Bank   | KBS      |